# Бенедикт Поляк
Бене́дикт По́ляк (лат.Benedictus Polonus, пол. Benedykt Polak; бл. 1202 — бл. 1280) — польський францисканець, мандрівник і дослідник.
Супроводжував Джованні Плано де Карпіні в його подорожі як посла Папи римського Інокентія IV в Монгольську імперію в 1245—1247 роках. Ця подорож передувала подорожі Марко Поло. Бенедикт став автором короткої хроніки «Про подорож братів менших до татар» (De Itinere Fratrum Minorum ad Tartaros), опублікованій лише в 1839 році в Парижі д'Авезаком в IV томі серії «Recueil de Voyages» (і роком пізніше в Польщі). У 1965 році вченими Єльського університету було опубліковано працю XIII століття польського францисканця Ц. де Бріден «Історія татар» (Historia Tartarorum), що є переробленим і скороченим варіантом твору Бенедикта Поляка. Звіт самого Бенедикта важливий, тому що він містить копію листа великого хана до Папи.